# RGBY
RGBYとは、色の表現法の一種で、光の3原色であるRGB（●赤・●緑・●青）にY（●黄色）を加えた、4原色による加法混合の一種である。
2010年5月に、シャープが4原色技術を採用した液晶テレビ（AQUOS クアトロン）を発表、2010年7月に発売した。

## 概要

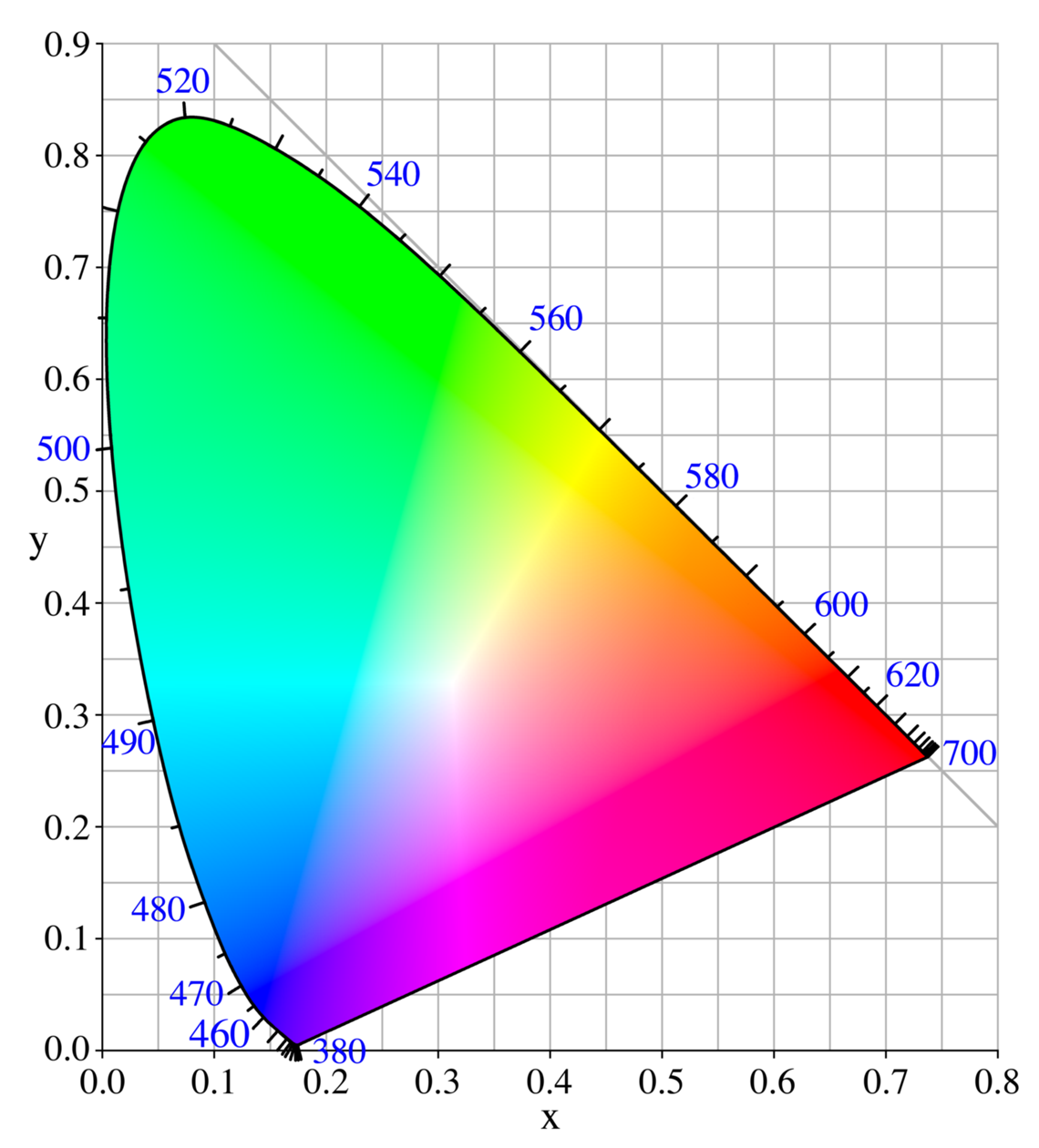

RGBに青色（B）の反転色である黄色（Y）を加えて表現する。
RGBのままでは、赤と緑を混ぜた結果作られる山吹色（オレンジがかった黄色、黄金っぽい黄色）のような黄色系統や、トルコ石の色（ターコイズブルー）のようなシアン（水色っぽい青緑色）が、綺麗に再現しにくいため、黄色の成分を追加することで、黄色系統やオレンジ、特に山吹色方向のカバーの再現性を高め、更にシアン方向への表現力も上げ、色を豊かに再現する範囲を拡大する効果も大きい。白を作り出すには3原色ではRGBの3つの画素で出来上がるが、黄色を加えた4原色では、反転色同士の青と黄色でも白が作れるということになる。
一方で、ディスプレイ側ではホワイトバランスの調整が難しいとされる。また、青の純色の発色が弱いため、従来のRGBと比較すると、人の目には違和感が感じる部分も多い。この欠点については、各種技術の発展により改善が見込まれている。